# Ginta Lapiņa
Ginta Lapiņa (30 de junio de 1989) es una modelo letona.

## Carrera
Lapiņa nació en Riga, Letonia, y empezó su carrera en el modelaje en 2005 firmando con la agencia MC2 Model Management en Nueva York. Su debut en la pasarela fue en primavera de 2008 en la New York Fashion Week en el evento de Benjamin Cho. en 2008 firmó con la agencia Women Management.
Lapiņa ha desfilado para diseñadores notables como Shiatzy Chen, Anna Sui, Nina Ricci, Marc Jacobs, Dolce & Gabbana, Prada, Rodarte, Proenza Schouler, Oscar de la Renta, Diane von Furstenberg, Vivienne Westwood, Miu Miu, Yves Saint Laurent, Carolina Herrera, Bottega Veneta, Versace, Valentino y Louis Vuitton. Ha sido fotografiada para Vogue, Marie Claire, Numéro, Harper's Bazaar, Dazed & Confused, W, y en las portadas de Velvet y Elle Francia, entre otros.
Lapiņa ha figurado en anuncios de Yves Saint Laurent, NARS, Jill Stuart, Anna Sui, John Galliano, Marc by Marc Jacobs, Sportmax, Uniqlo, Derek Lam, DKNY, en la campaña de Sportmax otoño/invierno 2010 y en la campaña Miu Miu otoño/invierno 2010. En 2010, fue posicionada 27° en la lista de Top 50 Modelos por models.com.